# Хипоталамус
Хипоталамус (од грчког ὑπό "испод" и θάλαμος "одаја, просторија") је део међумозга који се налази на поду и зидовима треће мождане коморе. Сива маса хипоталамуса организована је у виду великог броја једара која су узајамним везама повезана са другим деловима централног нервног система. Једна од најважнијих функција хипоталамуса је то што повезује нервни систем са ендокриним системом преко хипофизе.
Хипоталамус је одговоран за одређене метаболичке процесе и за друге активности аутономног нервног система. Синтетише и лучи хормоне који регулишу активност хипофизе. Такође контролише телесну температуру, глад, жеђ, умор, емотивно и инстинктивно понашање као и репродуктивно понашање.

## Структура
Хипоталамус је део мозга који се састоји од великог броја једара. Постоји код свих кичмењака. Код сисара у паравентрикуларном и супраоптичком једру постоје неурони чији аксони стварају окситоцине и антидиуретске хормоне (вазопресине) који се затим из неурохипофизе ослобађају у крвоток. У паравентрикуларном једру постоје и знатно мањи неурони који стварају кортикотропин-ослобађајући хормон који се из аденохипофизе ослобађа у крвоток.

### Једра
Једра хипоталамуса укључују следеће:
| Подручја  | Регион                          | Једро                                      | Функција |
| --------- | ------------------------------- | ------------------------------------------ | --- |
| Предње    | Преоптички                      | Перивентрикуларно једро                    | |
| Предње    | Преоптички                      | Средишње једро                             | - Контролише процесе терморегулације - Жеђ - Регулише секрецију гонадотропина - Контролише матерински нагон - Контролише мушки полни нагон |
| Предње    | Преоптички                      | Унутрашње једро                            | |
| Предње    | Преоптички                      | Спољашње једро                             | - Контрола локомоторне активности |
| Предње    | Супраоптички                    | Паравентрикуларно хипоталамусно једро      | - Лучи окситоцин (стимулише глатку мускулатуру материце и млечне жлезде) - Лучи кортикотропин-ослобађајући хормон (стимулише синтезу аденокортикотропног хормона у аденохипофизи) - Лучи тиреотропин ослобађајући хормон (стимулише лучење тиреостимулишућег хормона у аденохипофизи) - Лучи соматостатин (инхибише лучење других хормона) - Лучи антидиуретски хормон (стимулише реапсорпцију воде у бубрезима) |
| Предње    | Супраоптички                    | Предње хипоталамусно једро                 | - Контролише рад срца - Контролише дисајне активности - Контролише активност жлезда - Контролише циркулацију |
| Предње    | Супраоптички                    | Супрахијазматично једро                    | - Учествује у контроли циркардијалног ритма спавања и будног стања - Учествује у регулацији концентрације хормона у плазми - Учествује у регулацији реналне секреције - Учествује у регулацији моторних активности - Учествује у регулацији телесне температуре |
| Предње    | Супраоптички                    | Супраоптичко једро                         | - Синтетише вазопресин који се аксонима спроводи до неурохипофизе - Синтетише окситоцин који се аксонима спроводи до неурохипофизе |
| Средње    | Медијални                       | Лучно једро                                | - Лучи хормон фактора раста - Садржи допамин који инхибира лучење пролактина - Лучи хормоне који регулишу синтезу и ослобађање различитих хормона аденохипофизе |
| Средње    | Медијални                       | Вентромедијално једро                      | - Регулише узимање хране, сматра се центром за ситост - Утиче на понашање |
| Средње    | Медијални                       | Дорзомедијално хипоталамусно једро         | - Утиче на узимање хране - Има удела у контроли крвног притиска - Има удела у контроли фреквенције срчаног ритма - Има удела у контроли секреције пролактина - Има удела у контроли лучења хормона фактора раста |
| Латерално |                                 | Перифорникално једро                       | - Аутономни нервни систем - Центар за глад |
| Латерално | Туберомамиларно једро           | - Аутономни нервни систем - Центар за глад | |
| Латерално | Спољна тубеларна једра          | - Аутономни нервни систем - Центар за глад | |
| Задње     | Медијални                       | Премамиларна једра                         | - Контрола понашања |
| Задње     | Медијални                       | Једра мамиларних тела                      | - памћење - Битан део Папезовог круга |
| Задње     | Медијални                       | Задње хипоталамусно једро                  | - Регулација циркулације - Регулација телесне температуре - Регулација перисталтике - Регулација метаболизма шећера |
| Задње     | Медијални                       | Супрамамиларно једро                       | |
| Дорзално  |                                 | Ендопедункуларно једро                     | |
| Дорзално  | Једро лентикуларне замке        |                                            | |
| Дорзално  | Горњи део дорзомедијалног једра |                                            | |

### Везе са другим деловима организма
Хипоталамус има најкомпликованију мрежу нервних влакана. Велики број нервних влакана хипоталамуса иде до других делова централног нервног система, али и до периферије организма.
Већина влакана може да преноси информације у оба смера.
Веза са лимбичким системом (хипокампус, бадемаста једра и лимбичка кора) је кључна за нормалну експресију, за контролу емотивног, инстинктивног и репродуктивног понашања.
Сензорна и аутономна влакна доносе информације из висцералних органа и рецепторних ћелија у хипоталамус и он преко аутономног нервног система шаље одговор на дату ситуацију у организму.
Хипоталамус може да користи и крвоток за примање и слање информација.
Изузетно је важна и његова веза са хипофизом која се остварује преко посебне мреже крвних судова.

### Структурне разлике између полова
Постоји неколико једара хипоталамуса који имају јасне разлике у структури и функцији код жена и мушкараца. Већина разлика представља суптилне промене у повезаности и хемијској осетљивости одређених неурона.
Важност ових промена се може препознати у функционалним разликама између жена и мушкараца. На пример, мужјаци већине врста више воле мирис и изглед женки, него мужјака, што утиче на понашање мужјака. Ако дође до повреде ових једара, наклоност према женском полу се умањује. Такође, образац лучења хормона раста је различит код полова, што је један од разлога што су, код много врста, одрасли мужјаци виши од женки.

## Функција

### Веза хипоталамус-хипофиза
Хипофиза је ендокрина жлезда која се лежи у специфичном удубљењу у бази лобање које се назива турско седло. Повезана је са хипоталамусом помоћу издуженог дела који се назива хипофизина дршка. Спрега хипоталамус-хипофиза представља веома важан регулаторни систем у којем се остварује веза између централног нервног система и ендокриног система. До хипоталамуса, из различитих центара у мозгу, доспева велики број аксона који доносе разноврсне информације о спољашњој и унутрашњој средини организма. Те информације се преносе као електрични нервни импулс или преко неуротрансмитера (аминокиселине (глицин, гама-амино бутерна киселина-GABA...), амини (допамин, серотонин, норадреналин)...). Као одговор на лучење неуротрансмитера, у хипоталамусу се стварају хормони који одлазе до хипофизе (аденохипофиза и неурохипофиза), где утичу на настанак и излучивање њених хормона.

#### Аденохипофиза
У хипоталамусу у лучном, супраоптичком, перивентрикуларном и паравентрикуларном једру долази до синтезе ослобађајућих или инхибишућих хормона који контролишу секрецију хормона аденохипофизе. Ни један од шест главних хормона излучених од стране аденохипофизе нису хипоталамусног порекла, већ се стварају у самој аденохипофизи и одатле се директно отпуштају у крвоток. Хормони који се стварају у аденохипофизи су:
- Ослобађајући хормон за хормон раста (GHRH) се синтетише у лучном једру. Лучење овог хормона се обавља по упутствима других делова мозга посредством неуротрансмитера (допамин, серотонин, ацетилхолин, норадреналин). Он стимулише лучење хормона раста који регулише раст, повећава синтезу протеина, повећава ниво глукозе у крви, стимулише липолизу.
- Инхибирајући хормон за хормон раста (соматостатин) се синтетише у перивентрикуларном једру и делује антагонистички ослобађајућем хормону за хормон раста.
- Ослобађајући хормон за пролактин (тиреостимулишући хормон) се синтетише у паравентрикуларном једру. Стимулише лучење пролактина који подстиче развој ткива млечне жлезде током трудноће, стимулише производњу млека у постпарталном периоду.
- Инхибирајући хормон за пролактин (допамин) се синтетише у лучном једру. Он инхибира лучење пролактина тако што допамин делује на D2 рецепторе да би повећао аденилазу у лактотрофима и инхибирао лучење пролактина.
- Ослобађајући хормон за гонадотропине (GnRH ) се ствара у преоптичком подручју. Регулише секрецију гонадотропина који делује на фоликулостимулирајући и лутенизирајући хормон који стимулишу раст јајне ћелије и фоликула, секрецију естрогена и прогестерона у другој половини менструалног циклуса и стимулишу овулацију и развој жутог тела.
- Ослобађајући хормон за тиреотропин ослобађајући хормон се синтетише у паравентрикуларном једру. Он стимулише лучење тиреостимулишућег хормона.
- Инхибирајући хормони за тиреотропин ослобађајући хормон су тироксин (Т4) и триодотиронин (Т3) се луче у нивоу хипофизе и инхибирају лучење тиреотропин ослобађајућег хормона у хипоталамусу.
- Кортикотропин ослобађајући фактор (CRH) је примарни, али не и једини фактор хипоталамуса који регулише лучење аденокортикотропина (ACTH) који контролише функције надбубрежне жлезде. Кортикотропин ослобађајући фактор се примарно синтетише у паравентрикиларном једру. Секреција CRH и ACTH је инхибирана од стране кортизола који лучи надбубрежна жлезда. Секрецију ових хормона стимулише стрес.

Поремећаји до којих долази приликом лучења ових хормона су везани за њихово прекомерно или недовољно лучење и изазивају различите лезије, повреде или туморе.

#### Неурохипофиза
Неурохипофиза остварује везу са хипоталамусом преко нервних влакана чија се тела налазе у паравентрикуларном и супраоптичком једру хипоталамуса. У њима се синтетишу два хормона-окситоцин и вазопресин, који путују дуж нервних влакана до ћелија неурохипофизе и тамо се чувају у специфичним гранулама док не стигне сигнал који подстиче њихово излучивање у крвоток.
Циљни орган за окситоцин представљају млечне жлезде и материца организма током трудноће. Наиме окситоцин провоцира стезање мишића који окружују млечне жлезде и подстиче излучивање млека. Он такође стимулише грчење мишића материце, што је неопходно за избацивање плода приликом порођаја. Производи и контракције зида материце и глатких мишића женских и мушких репродуктивних путева који су битни за транспорт сперме.
Циљни орган за вазопресин је бубрег. Делујући на ћелије бубрежних цевчица омогућава задржавање воде у организму. Делује и на крвне судове изазивајући повећање крвног притиска (повећано задржавање воде доводи до повећања запремине крви, а тиме и до повећања крвног притиска). Када се овај хормон не лучи у довољној количини, вода се појачано губи из организма мокраћом. Интензивно избацивање воде из организма приликом узимања алкохола настаје зато што алкохол спречава ослобађање вазопресина.

### Надраженост
Хипоталамус координише лучење многих хормона, циркардијалне ритмове, секрецију неуроендокриних ћелија, хомеостазу и различита понашања. Хипоталамус због тога мора да прима велики број информација из унутрашње и спољашње средине.
Хипоталамус реагује на:
- Светлост-дужина дана и фотопериод. Битни за регулацију циркардијалних ритмова и сезонских ритмова.
- Мирисни надражаји укључујући и феромоне
- Стероиди укључујући и гонадалне стероиде и кортикостероиде
- Информације које се нервним путевима преносе од срца, желуца и репродуктивних органа
- Информације аутономног нервног система
- Стимулуси из крви укључујући и лептин, грелин, инсулин, ангиотензин, цитокинин, хормони хипофизе, концентрација глукозе у крви...
- Стрес
- Микроорганизми који нападају организам (долази до повећања телесне температуре на које хипоталамус реагује)

#### Стероиди
Хипоталамус има неуроне који снажно реагују на стероиде и глукокортикоиде (стероидни хормони надбубрежне жлезде који се луче као одговор на аденокортикотропни хормон). Поседује и специјализоване неуроне који су осетљиви на глукозу и важни су за апетит. Преоптичка област садржи неуроне који су осетљиви на температуру, који су битни за лучење тиреотропин ослобађајућег хормона.

#### Надражаји који се преносе преко нервних влакана
Секреција окситоцина изазвана од стране одојчета или стимулацијом грлића материце се врши посредством ових путева; секреција вазопресина изазвана кардиоваскуларним надражајима који настају у хеморецепрорима каротидног тела или лука аорте и у рецепторима преткомора се врши посредством других путева. Хипоталамус је посредник свих ових ефеката и информације се преносе спиналним путевима који пролазе кроз мождано стабло.
Кардиоваскуларни стимулуси се преносе nervus vagus-ом. Nervus vagus преноси велики број висцералних информација, укључујући и сигнале који настају приликом истезања или пражњења желуца, да сузбију или подстакну храњење, тако што да знак за лучење лептина или гастрина. Поново ова информација стиже преко пута кроз мождано стабло.
Додатно, функције хипоталамуса су реагују на или су регулисане неуротрансмитерима-норадраналин, серотонин и допамин у просторима који су инервисани.

#### Надражаји који доспевају путем крви
Пептиди имају имају важан утицај на хипоталамус и да би до тог утицаја дошло, они морају да прођу кроз крвно-мождану баријеру. Хипоталамус је делом ограничен специјализованим деловима мозга који немају ефективну крвно-мождану баријеру; ендотел капилара на овим местима има отворе који омогућавају слободан пролаз великих протеина и других молекула. Нека од ових места су места неуросекреције, док су друга места на којима мозак испитује састав крви. На неким од ових места неурони су у блиском контакту са крвљу и са цереброспиналном течношћу. Ове структуре имају веома развијену мрежу капилара и садрже неуроне који реагују на промену осмотског притиска и концентрације натријума који регулишу унос течности, секрецију вазопресина и концентрацију натријума у организму. Ове структуре садрже и неуроне са рецепторима за ангиотензин, атриопептин, ендотелин и релаксин, од којих је сваки важан за регулацију баланса течности и електролита.
Није јасно како сви пептиди који утичу на хипоталамус добијају потребан приступ. У случају пролактина и лептина постоје докази активног упијања у хороидном плексусу из крви у ликвор.
Хипоталамус функционише као врста термостата за тело. Подешава жељену телесну температуру и стимулише или производњу и задржавање топлоте да би повећао температуру крви или знојењем и вазодилатацијом да би охладио крв на одређену температуру. Све грознице су проузроковане порастом постављене температуре у хипоталамусу; сва друга повећања температуре која нису под утицајем хипоталамуса се класификују као топлотни удар. Ретко са директном повредом хипоталамуса, као због можданог удара, изазива грозницу која се назива хипоталамусна грозница. Међутим, много је чешће да оваква повреда изазове абнормално ниску температуру тела.

### Контрола уноса хране
Крајњи задњи део вентромедијалног једра хипоталамуса је одговоран за контролу уноса хране. Стимулација ове области изазива изазива повећање уноса хране. Када дође до оштећења ових области, долази до губитка апетита и чак потпуног престанка узимања хране. Медијални делови овог једра контролишу латерални део овог једра. Повреда средњег дела вентромедијалног једра доводи до повећаног апетита и гојазности.
Постоје различите хипотезе везане за ову активност хипоталамуса:
- Липостатична хипотеза: По овој хипотези адипозно ткиво производи сигнал који је пропорционалан количини сала и делује на хипоталамус који смањује унос хране и повећава трошење енергије. Очигледно је да хормон лептин делује на хипоталамус и тако смањује унос хране и повећава трошење енергије.
- Хипотеза стомачних пептида: Тврди се да хормони центра за варење глукагон, холецистокинин и други утичу инхибирају унос хране. Храна која долази до цревног тракта изазива секрецију ових хормона који делују на мозак који производи ситост.
- Глукостатична хипотеза: Активност центра за ситост у вентромедијалном једру је вероватно регулисана употребом глукозе у неуронима. Доказано је да када искоришћеност глукозе у неуронима ниска и када је ниво глукозе у крви низак, активност неурона опада. У овим условима долази до осећања глади код појединца.
- Термостатична хипотеза: По овој хипотези, опадање телесне температуре испод одређене границе стимулише апетит, док пораст телесне температуре изнад одређене границе изазива ситост.

### Обрада страха
Медијални регион хипоталамуса је део пута који контролише мотивисано понашање (нпр. одбрамбено понашање). Истраживања показују да је серија једара која контролишу понашање важна за регулисање урођеног и условног одбрамбеног понашања.

#### Антипредаторско одбрамбено понашање
Изложеност предатору (нпр. мачки) изазива одбрамбено понашање код лабораторијских глодара иако животиња никада није била изложена мачки. Премамиларно једро има важну улогу у изражавању одбрамбеног понашања према предатору, јер повреде овог једра укидају одбрамбено понашање (нпр. блокирање и бежање). Премамиларно једро не подешава одбрамбено понашање у другим ситуацијама, јер повреде овог једра имају минималан утицај на стање после шока. Такође, животиње показују процену ризика понашања у средини у којој је била мачка.

#### Друштвени пораз
Једра медијалног региона хипоталамуса су укључена и приликом сусрета са агресивном јединком. Премамиларно једро се активира приликом овог сусрета и његове повреде изазивају укидање пасивног одбрамбеног понашања.

### Сексуална оријентација
Научник Дик Шваб је први објавио истраживање о вези сексуалне оријентације код мушкараца и супрахијазматичног једра хипоталамуса. 1990. Шваб и Хофман објављују да је супрахијазматично једро хомосексуалаца знатно веће него код хетеросексуалаца. Затим 1995. повезује развој мозга са сексуалном оријентацијом тако што третира мужјаке мишева са АТД-ом. Ово је проузроковало повећање супрахијазматичног једра и бисексуално понашање код одраслих мужјака мишева. 1991. Симон Левај је показао да део сексуално диморфног једра има скоро дупло већу запремину код хетеросексуалаца него код хомосексуалаца и хетеросексуалних жена. Међутим, једна студија из 1992. је показала да сексуално диморфно једро преоптичког региона има сличне димензије код хомосексуалаца и хетеросексуалаца, дакле веће од женског. Ово јасно противуречи тврдњи да хомосексуалци имају „женски хипоталамус“. Ове области још увек нису истражене код лезбијки нити код бисексуалних мушкараца или жена. Иако функционалне импликације ових открића још увек нису јасно испитане, бацају озбиљну сумњу на нашироко прихваћену Дорнерову хипотезу да хомосексуалци имају „женски хипоталамус“ и да је кључни механизам за разликовање „мушког мозга од првобитно женског мозга“ епигенетски утицај тестостерона у пренаталном развићу.
2004. и 2006. две студије научника Берглунда, Лидстрома и Савића који су користили позитронску емисиону томографију да посматрају како хипоталамус реагује на уобичајене мирисе, мирис тестостерона из мушког зноја и на мирис естрогена из женског урина. Ове студије су показале да хипоталамус хетеросексуалаца и лезбијки реагују на естроген. Такође хипоталамус хомосексуалаца и хетеросексуалних жена реагују на тестостерон. Хипоталамус све четири групе није реаговао на уобичајене мирисе.

## Поремећаји хипоталамуса

### Хипопитуаризам
Хипоталамус и хипофиза су уско повезани. Повреда хипоталамуса ће утицати на нормално функционисање хипофизе. Болести хипоталамуса могу да изазову недовољно или инхибирано слање сигнала хипофизи што доводи до недостатка једног или више хормона (тиреостимулишући хормон, адренокортикотропни хормон, бета-ендорфин, лутеинизирајући хормон, фоликулостимулишући хормон и меланотропин). Лечење хипопитуаризма подразумева терапију хормонима.

### Нервни дијабетес инспидус
До овог поремећаја може доћи због недовољног лучења вазопресина у хипоталамусу. Због недовољног лучења долази до повећања жеђи и повећаног лучења урина, што може довести до дехидратације.

### Терцијарни хипотиреоидизам
Штитна жлезда је помоћни орган система хипофиза-хипоталамус. Тиреотропин ослобађајући хормон који лучи хипоталамус изазива лучење тиреостимулишућег хормона хипофизе који онда стимулише лучење Т4 и Т3 тироидних хормона. Секундарни хипотиреоидизам се јавља када се лучење тиреотропин ослобађајућег хормона не обавља нормалним током. До терцијарног хипотиреоидизма долази када је лучење тиреотропин ослобађајућег хормона у недостатку или инхибирано.

### Поремећаји у развоју
Хормон фактора раста је још један ослобађајући фактор хипоталамуса. Он стимулише лучење хормона раста из хипофизе који има различите ефекте на раст тела и полни развој. Недовољна секреција хормона раста може да изазове лош раст ћелија, превремени пубертет или недостатак гонадотропина, немогућност започињања и завршетка пубертета и често је повезана са брзим гојењем, недовољним лучењем Т4 хормона и ниским нивоима полних хормона.